# Moussa Konaté
Pape Moussa Konaté, mais conhecido como Moussa Konaté, ou simplesmente Konaté (M'Bour, 3 de abril de 1993), é um futebolista senegalês que atua como atacante e meio-campo. Atualmente joga pelo Dijon.

## Carreira
Pape Moussa Konaté fez parte do elenco da Seleção Senegalesa de Futebol nas Olimpíadas de 2012.